# Bulbophyllum corrugatum
Bulbophyllum corrugatum är en orkidéart som beskrevs av Jaap J. Vermeulen. Bulbophyllum corrugatum ingår i släktet Bulbophyllum och familjen orkidéer. Inga underarter finns listade i Catalogue of Life.